# Phyllachora randiae
Phyllachora randiae är en svampart. Phyllachora randiae ingår i släktet Phyllachora och familjen Phyllachoraceae.

## Underarter
Arten delas in i följande underarter:
- aculeatae
- randiae